# フェイシング・ジ・アニマル
『フェイシング・ジ・アニマル』（Facing the Animal）は、1997年に発表されたイングヴェイ・マルムスティーンの10作目のスタジオ・アルバム。

## 概要
前作『インスピレーション』からおよそ1年ぶりとなるスタジオ・アルバムで、ヴォーカルにマッツ・レヴィン、ドラムにコージー・パウエルが迎えられて制作された。日本版ジャケットの帯解説は「「王者」の風格・・・。コンポーザとして、そしてギタリストとして、イングヴェイがその才能を余すところなく発揮した、まさに「最高傑作」!」である。なおドラムのコージーは、バイク事故による全治8週間の右足負傷のため、本アルバムに伴う来日公演（1998年4月5日～24日）の参加は叶わず、来日公演中の4月5日に交通事故により亡くなっている。
13曲目の「Air On A Theme」は、アントニオ・ヴィヴァルディ作曲の「ピッコロ協奏曲ハ長調RV443　第2楽章」が原曲となっている。また、一部米国盤において13曲目の「Air On A Theme」は、「ライヴ・アット・武道館」に収録されたBlack Starの冒頭のアコースティックギターの演奏が収録されており、収録時間は4:31となっている。
日本盤限定ボーナストラックである、「Casting Pearls Before The Swine」は、前夫人であるアンバーに対してのイングヴェイ自身の怒りをテーマにした楽曲である。

## 収録曲
| 全作曲・編曲: イングヴェイ・マルムスティーン。 |                                                                               |                                                  |                                                  |      |
| #                                              | タイトル                                                                      | 作詞                                             | 作曲・編曲                                       | 時間 |
| 1.                                             | 「ブレイヴハート」(Braveheart)                                                | マッツ・レヴィン                                 | マッツ・レヴィン                                 | 5:18 |
| 2.                                             | 「フェイシング・ジ・アニマル」(Facing The Animal)                             | マッツ・レヴィン                                 | マッツ・レヴィン                                 | 4:37 |
| 3.                                             | 「エネミー」(Enemy)                                                           | マッツ・レヴィン                                 | マッツ・レヴィン                                 | 4:53 |
| 4.                                             | 「サクリファイス」(Sacrifice)                                                 | イングヴェイ・マルムスティーン、マッツ・レヴィン | イングヴェイ・マルムスティーン、マッツ・レヴィン | 4:18 |
| 5.                                             | 「ライク・アン・エンジェル（フォー・エイプリル）」(Like An Angel - For April) | イングヴェイ・マルムスティーン                   | イングヴェイ・マルムスティーン                   | 5:47 |
| 6.                                             | 「マイ・レザレクション」(My Resurrection)                                     | イングヴェイ・マルムスティーン、マッツ・レヴィン | イングヴェイ・マルムスティーン、マッツ・レヴィン | 4:48 |
| 7.                                             | 「アナザー・タイム」(Another Time)                                            | マッツ・レヴィン                                 | マッツ・レヴィン                                 | 5:03 |
| 8.                                             | 「ヒーゼンズ・フロム・ザ・ノース」(Heathens From The North)                   | イングヴェイ・マルムスティーン、マッツ・レヴィン | イングヴェイ・マルムスティーン、マッツ・レヴィン | 3:39 |
| 9.                                             | 「アローン・イン・パラダイス」(Alone In Paradise)                             | イングヴェイ・マルムスティーン、マッツ・レヴィン | イングヴェイ・マルムスティーン、マッツ・レヴィン | 4:34 |
| 10.                                            | 「エンド・オブ・マイ・ロープ」(End Of My Rope)                                | マッツ・レヴィン                                 | マッツ・レヴィン                                 | 4:24 |
| 11.                                            | 「オンリー・ザ・ストロング」(Only The Strong)                                 | マッツ・レヴィン                                 | マッツ・レヴィン                                 | 6:05 |
| 12.                                            | 「ポイズン・イン・ユア・ヴェインズ」(Poison In Your Veins)                    | マッツ・レヴィン                                 | マッツ・レヴィン                                 | 4:23 |
| 13.                                            | 「エア・オン・ア・テーマ」(Air On A Theme)                                    | (Instrumental)                                   | アントニオ・ヴィヴァルディ                       | 1:46 |
| 合計時間:                                      | 合計時間:                                                                     | 合計時間:                                        | 59:35                                            |      |

| #   | タイトル                                                                              | 作詞                                             | 作曲・編曲                                       | 時間 |
| --- | ------------------------------------------------------------------------------------- | ------------------------------------------------ | ------------------------------------------------ | ---- |
| 14. | 「キャスティング・パールズ・ビフォア・ザ・スワイン」(Casting Pearls Before The Swine) | イングヴェイ・マルムスティーン、マッツ・レヴィン | イングヴェイ・マルムスティーン、マッツ・レヴィン | 3:57 |

## 参加者
- イングヴェイ・マルムスティーン	 - ギター、ヴォーカル、ベース（# 1,4,6,12,14）
- マッツ・オラウソン	 - 	キーボード
- マッツ・レヴィン	 - 	ヴォーカル
- バリー・ダナウェイ	 - 	ベース（# 2,3,5,6,7,8,9,10,11）
- コージー・パウエル	 - 	ドラム

## 映像・ライブ作品
Braveheart
- ライヴ!!

Facing The Animal
- ライヴ!!

Like An Angel - For April
- ライヴ!!

My Resurrection
- ライヴ!!

Alone In Paradise
- ライヴ!!
- ビデオ・クリップス